# 秋元美雨
秋元 美雨（あきもと みう、2000年1月26日 - ）は、神奈川県出身の女子サッカー選手。岡山湯郷Belle所属。ポジションはMF。

## 来歴
2022年2月11日、岡山湯郷Belleへの加入が発表された。

## 所属クラブ
- 2022年 - 岡山湯郷Belle